# Río Cloncurry
El río Cloncurry está situado en la región del Golfo del noroeste de Queensland, Australia.

## Geografía

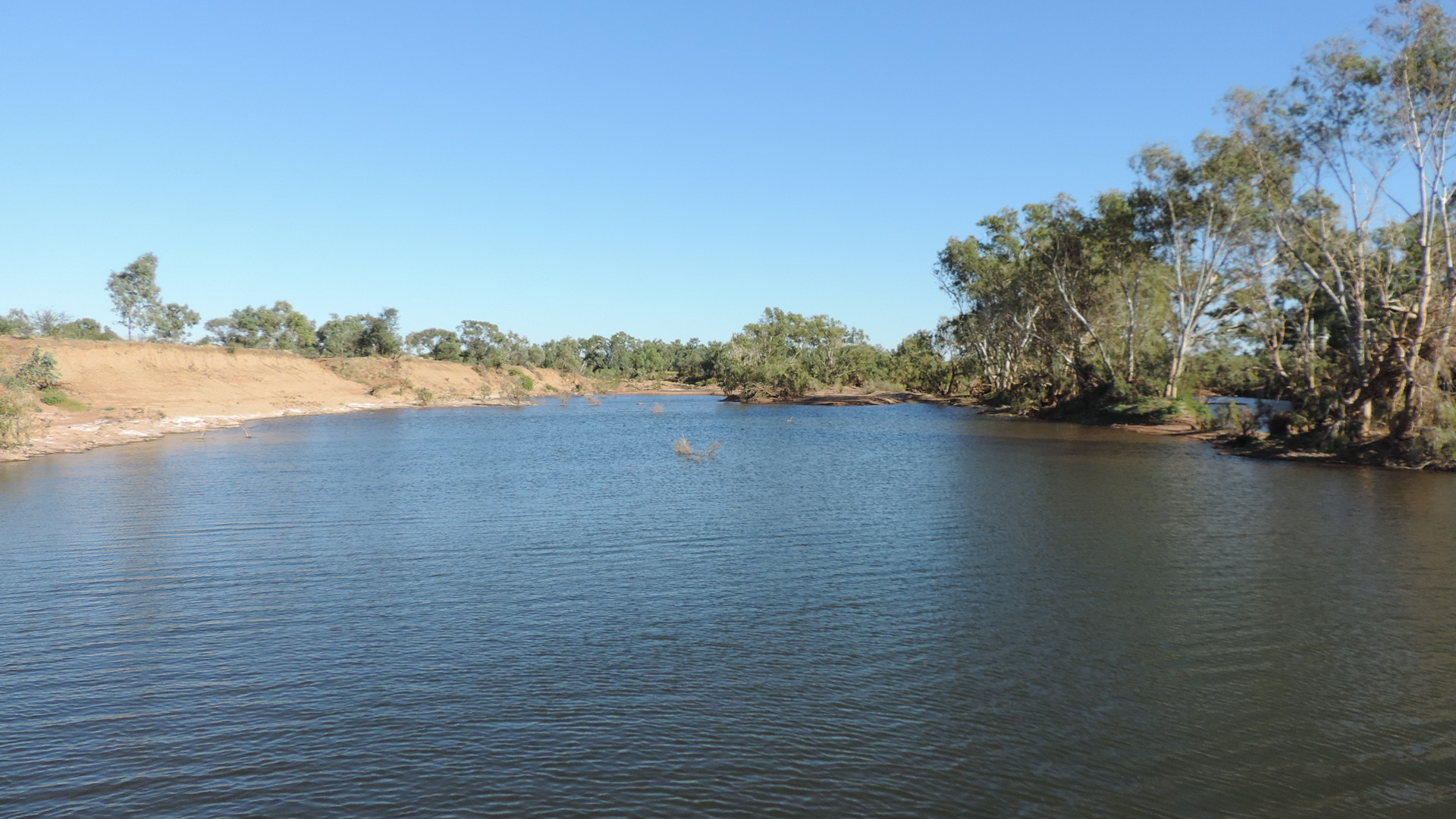
Cruzando el río Cloncurry, Taldora, junio de 2019

Nace al oeste del monte Boorama, cerca del monte Tracey, en la cordillera Selwyn, y fluye inicialmente hacia el noroeste para luego girar hacia el norte, discurriendo más o menos en paralelo a la carretera Cloncurry-Dajarra antes de cruzar la autopista Flinders cerca de la ciudad de Cloncurry. El río continúa hacia el noroeste, pasa por debajo del monte Marathon, llega a Fort Constantine y cruza la carretera Wills Developmental Road. Sigue hacia el norte y forma una serie de canales entrelazados que discurren paralelos a la carretera Burke Developmental Road a través de llanuras prácticamente deshabitadas. Tiene numerosos afluentes que se incorporan a él antes de atravesar la llanura Simpson y desembocar en el río Flinders, del que es afluente, cerca de Wondoola, en Stokes.
El lecho del río está compuesto por limo, arcilla y arena, así como por grava y guijarros.
El río tiene una longitud de unos 900 kilómetros  y una cuenca hidrográfica de aproximadamente 47 344 kilómetros cuadrados. 
La cuenca hidrográfica situada al sur de la ciudad de Cloncurry ocupa una superficie de 5975 km². 

## Historia
El Kalkatunga (también conocido como Kalkadoon, Kalkadunga, Kalkatungu) es una lengua aborigen australiana. La región lingüística de Kalkatunga se encuentra en el noroeste de Queensland, incluidas las áreas de gobierno local de la ciudad de Mount Isa. 
El río recibió su nombre por parte del explorador Robert O'Hara Burke el día de Año Nuevo de 1861, durante su desastrosa expedición en honor a una amiga de Irlanda, Lady Cloncurry. 
En 1969 se instaló una estación de medición en Cloncurry para medir los caudales y los niveles del río.